# مفتاح سباكة

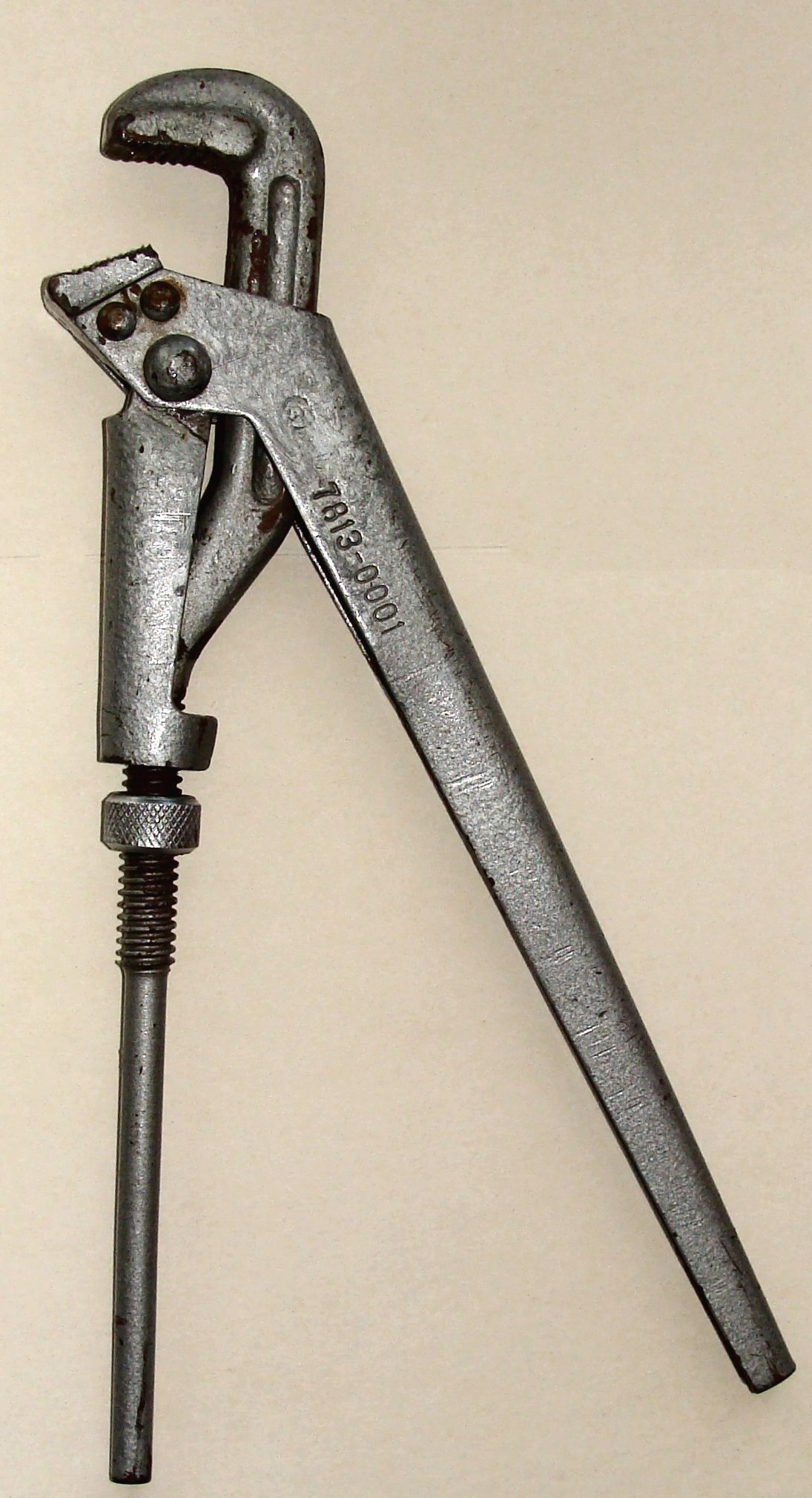

مفتاح سباكة (بالإنجليزية: Plumber wrench)‏ ويعرف أيضاً بالمفتاح السويدي هو مفتاح أنابيب يستخدم لتدوير أنابيب السباكة وفكها. ويختلف هذا المفتاح بطريقة تدويره حيث يتم من حلقة المفتاح. يتميز بقوة فتحه بدون الحاجة لصمولة. لكن أحياناً الاستخدام الغير الجيد له يؤدي لكسر الأنبوب. تم اختراع هذا المفتاح من قبل المهندس السويدي يوهان بيتر يوهانسون ولهذا تم تسميته بالمفتاح السويدي.